# Louis Laneau
« Laneau » redirige ici. Pour les articles homophones, voir Lanneau, Lano et Lanot.
Louis Laneau (né le 31 mai 1637 à Mondoubleau, France - mort le 16 mars 1696 au Siam, actuelle Thaïlande) est un religieux français du XVIIe siècle, théologien et évêque missionnaire (Missions étrangères de Paris) au Siam, auteurs d'ouvrages théologiques en siamois et en latin. 

## Vie
Louis Laneau est né le 31 mai 1637 à Mondoubleau, en France. 
Entré aux Missions Étrangères de Paris, il fait un voyage sans retour pour l'Extrême-Orient. Le 4 juillet 1669, il est nommé par Pierre Lambert de la Motte et François Pallu vicaire apostolique du Siam et évêque titulaire (in partibus) de Métellopolis (de). Sa consécration épiscopale a lieu le 25 mars 1674.
Après avoir fondé l'Église du Siam, il remporte des succès notables, y compris au sein de la famille du roi d'Ayutthaya Narai. Cependant, en 1688, un coup d'État met au pouvoir un monarque anti-chrétien, Phetracha, qui expulse la plupart des Français du pays et persécute également Louis Laneau, retenu otage et longuement emprisonné. 
Il meurt au Siam le 16 mars 1696.

## Œuvres
Parmi les œuvres conservées, récemment éditées en français (Ad Solem, Genève), citons : 
- Rencontre avec un sage bouddhiste [en siamois], dialogue entre un missionnaire chrétien et un sage bouddhiste, avec une présentation de la doctrine chrétienne dans les termes et avec les concepts du bouddhisme,
- La Déification des Justes [en latin, de Deification iustorum, ouvrage de captivité], ouvrage de théologie sur un sujet rarement abordé en Occident, la "divinisation" des élus.